# 이영복 (야구인)
이영복(1969년 11월 29일 ~ )은 대한민국의 야구인이다.

## 소개
충암고등학교와 홍익대학교를 졸업하였으며 홍익대학교 야구부 창단 선수 중 한명이다. 일찍부터 프로 선수가 아닌 지도자의 길을 걸어왔는데 1992년 충암중학교 야구부 코치를 시작으로 충암중학교 야구부 감독을 거쳐 2003년에 충암고등학교 야구부 감독으로 부임한 뒤 2005년과 2006년에 미추홀기 전국고교야구대회 2년 연속 우승, 2007년 봉황대기 전국고교야구대회 우승, 2008년 서울특별시 춘계와 추계 고교야구대회 통합 우승, 2009년 황금사자기 전국고교야구대회 우승, 2010년 무등기 전국고교야구대회 준우승, 서울특별시 추계 고교야구대회 무패 우승, 2011년 대한민국 고교야구 주말리그 전반기 우승을 거두며 현역 고등학교 야구 감독 중 전국 대회 최다 우승 기록 뿐아니라 2021년 대통령배, 2021년 청룡기 우승을 연속으로 이끌어 생애 메이져 대회 그랜드슬램 감독이라는 유일한 기록도 갖게 되었다. 
특히 2008년 홍상삼, 2009년 정용운, 2010년 문성현, 2011년 최현진, 2012년 변진수, 2013년 이충호 등 투수 발굴 능력이 주목 받고있으며 코치 시절을 포함하면 30여명의 프로 야구 선수들을 배출했다. 2009년에 대구고등학교의 박태호 감독, 덕수고등학교의 정윤진 감독과 함께 아시아 청소년 야구 선수권 대회에 코치로 참가하여 우승을 경험 했고 2011년 아시아 청소년 야구 선수권 대회에서는 감독으로 참가하여 준우승하였다.

## 수상

### 감독
- 2004년 서울특별시 추계고교야구대회 우승
- 2005년 미추홀기 전국고교야구대회 우승
- 2006년 미추홀기 전국고교야구대회 우승
- 2007년 봉황대기 전국고교야구대회 우승
- 2008년 서울특별시 춘계고교야구대회 우승
- 2008년 서울특별시 추계고교야구대회 우승
- 2008년 미추홀기 전국고교야구대회 3위
- 2009년 미추홀기 전국고교야구대회 3위
- 2009년 황금사자기 전국고교야구대회 우승
- 2010년 무등기 전국고교야구대회 준우승
- 2010년 서울특별시 추계고교야구대회 우승
- 2011년 전반기 대한민국 고교야구 주말리그 지역 대회 우승
- 2011년 전반기 대한민국 고교야구 주말리그 왕중왕전 우승
- 2011년 후반기 대한민국 고교야구 주말리그 왕중왕전 준결승
- 2011년 아시아 청소년 야구 선수권 대회 준우승
- 2012년 전반기 대한민국 고교야구 주말리그 왕중왕전 준결승
- 2014년 후반기 대한민국 고교야구 주말리그 왕중왕전 준우승
- 2021년 대통령배 전국고교야구대회 우승
- 2021년 청룡기 전국고교야구대회 우승

### 코치
- 1995년 봉황대기 전국고교야구대회 우승
- 2009년 아시아 청소년 야구 선수권 대회 우승

### 개인
- 2012년 자랑스러운 홍익인상 스포츠부문